# بني جهلان (بني مطر)

تعديل مصدري - تعديل

بني جهلان هي إحدى قرى عزلة البروية بمديرية بني مطر التابعة لمحافظة صنعاء، بلغ تعداد سكانها 318 نسمة حسب تعداد اليمن لعام 2004.